# Jordi III d'Imerècia
Jordi III era el fill més jove de Constantí III d'Imerècia va succeir al seu germà gran Rustam el 1605. Va viatjar a Moscou buscant l'aliança russa, acompanyat de Mamia II Gurieli de Gúria. El 1636 el rei fou fet presoner pel mthavari de Mingrèlia Levan Dadiani i encara que va ser alliberat després de pagar un fort rescat, va morir poc després (1639) i el va succeir el seu fill Alexandre III d'Imerècia (1639-1660).